# HMS Caledon (D53)
«Каледон» (D53) (англ. HMS Caledon (D53) — військовий корабель, легкий крейсер типу «C» головний крейсер підкласу «Каледон» Королівського військово-морського флоту Великої Британії за часів Першої та Другої світових воєн.

## Історія створення
Крейсер «Каледон» був закладений 17 березня 1916 на верфі компанії Cammell Laird, Беркенгед. 6 березня 1917 увійшов до складу Королівських ВМС Великої Британії.